# Hospital Doctor Miguel Ragone
El Hospital de Salud Mental Doctor Miguel Ragone es un hospital de salud mental ubicado en la provincia de Salta, en la República Argentina. Recibe su nombre del desaparecido médico y político tucumano Miguel Ragone, quien no volvió a ser visto en público el 11 de marzo de 1976, como consecuencia del golpe militar ocurrido ese mismo año.

## Ubicación exacta
El Hospital Doctor Miguel Ragone se ubica en la provincia de Salta, Argentina, más precisamente, en Salta Capital. Su ubicación exacta es en la Avenida Ricchieri , cerca del Cementerio de la Santa Cruz.

## El hospital durante lapandemia de COVID-19
El primer caso de COVID-19 del que se obtuvieron registros en Argentina ocurrió el día 3 de marzo de 2020, desde entonces se extendió hacia todo el país, incluyendo la provincia de Salta. El presidente del país por aquel entonces, Alberto Fernández, anunció que se tomarían medidas contra el coronavirus, inicialmente con la cuarentena, y luego después del aislamiento obligatorio se llegaría a la distancia social obligatoria, la cual es un mínimo recomendado de 2 metros. La pandemia de COVID-19 todavía continúa en el país, y desde entonces los médicos del hospital han sabido prepararse para una eventual situación como un paciente infectado, o un trastorno mental relacionado con el COVID-19, ya que este hospital es bien conocido por resolver problemas de salud mental.
Un hecho bastante destacable sucedió exactamente el día 23 de septiembre de 2020 cuando el por aquel entonces gerente del Hospital Doctor Miguel Ragone, Fernando Acuña se contagió de COVID-19 y tuvo que estar aislado de manera forzada durante 14 días, después de eso se recuperó y volvió a su puesto de trabajo habitual.